# VisiCalc
A VisiCalc számítógépes program volt a mikroszámítógépekre kifejlesztett első táblázatkezelő. Fejlesztése 1979-ben kezdődött, az utolsó verzió pedig 1985-ben jelent meg.

## Története
A Software Arts cég 1979. január 2-án hozta létre Dan Bricklin és Bob Frankston. A programot Bricklin ötlete alapján fejlesztették. A leendő forgalmazó, a Personal Software cég vezetője, Dan Fylstra kölcsönadott egy Apple II-t Dan Bricklinnek, hogy elkészítse táblázatkezelő programját.. Az első hirdetés 1979 májusában jelent meg a Byte magazin hasábjain.
Az alkalmazás 1979 decemberében jelent meg, a VisiCalc szoftvert az Apple II-ön futott, 99 dollárért lehetett megvásárolni. Több mint 700 000 példányt adnak el a kereskedelmi forgalomban a szoftverből.
Az Apple Computer annyira sikeresnek tartotta az alkalmazást, hogy a megjelenés évében Trip Hawkins vezetésével tárgyalt Dan Fylstrával, a Personal Software-t, hogy megvásárolja cégét és a VisiCalc-et. A szoftver becsült értékét – egymillió dollár – az Apple Computer saját részvényeivel fizette volna meg. Az Apple elnöke nem hagyta jóváhagyni a megállapodást.
A programot élete során számos számítógép-modellre átírták, többek között Apple és IBM PC alá is.
A VisiCalc kiadója, a VisiCorp (eredetileg Personal Software) meglepő módon beperelte a Software Artsot, a program két készítőjének cégét 1983-ban. Hosszas jogi hadakozás után a végeredmény megegyezés lett, melynek során a VisiCorp darabkáit felvásárolták különféle cégek, a Software Arts tulajdonait pedig 1985-ben felvásárolta a  Lotus Development Corporation, akik később Lotus 1-2-3 címen adták ki saját táblázatkezelőjüket. Döntésük szerint a VisiCalc forgalmazását beszüntették.

## Külső hivatkozások
- Dan Bricklin lapja a VisiCalcról angolul
- Bob Frankston a VisiCalc fejlesztéséről angolul
- A program innen letölthető
- A program rövid használati utasítása